# Grigorowitsch M-2
Die Grigorowitsch M-2 (russisch Григорович М-2) ist ein einmotoriges Flugboot russischer Herkunft.

## Entwicklung
Die M-2 entspricht im Wesentlichen der Grigorowitsch M-1 des Baujahres 1913, besitzt jedoch größere Abmessungen. Die Maschine flog erstmals 1914.
Das zweisitzige Flugzeug wurde in Gemischtbauweise hergestellt. Die Piloten fanden nebeneinander Platz.
Der Antrieb erfolgte erst durch einen 80 PS leistenden Clerget, der später häufig durch einen Gnôme-Monosoupape-Motor mit 100 PS ersetzt wurde. Der Motor trieb einen hölzernen Schubpropeller an. Zur Stabilisierung auf dem Wasser befanden sich am Ende des unteren Tragflügels Stützschwimmer. Gegenüber dem M-1 wurde der Tragflügel etwa 100 Millimeter hoch über der Zelle angeordnet und das Heck wurde verändert.
Die Grigorowitsch M-2 war das erste Flugboot, das komplett in kleiner Serie in Russland gefertigt wurde.

## Technische Daten
| Kenngröße    | Daten           |
| ------------ | --------------- |
| Spannweite   | 13,68 m         |
| Länge        | 8,0 m           |
| Flügelfläche | 33,5 m²         |
| Startmasse   | 870 kg          |
| Triebwerk    | 1 × Clerget     |
| Leistung     | 58,8 kW (80 PS) |

## Weblink
- Григорович М-2. Abgerufen am 2. März 2017 (russisch, Geschichte).